# Kristna synskadades förening Syskonbandet
Kristna synskadades förening Syskonbandet är en ekumenisk intresseförening för synskadade som bildades den 14 juni 1908.
Enligt föreningens stadgar är man en "sammanslutning av på Kristus troende synskadade och seende som önskar stödja föreningens verksamhet. Dess syfte är att stödja medlemmarna i deras livssituation samt att söka vinna andra synskadade för Gud".
I samband med hundraårsjubileet 2008 fick föreningsrepresentanter, vid nationaldagsfirandet på Skansen, motta en fana ur kungens hand.
Sedan 1909 ges en medlemstidning ut vid 10–11 tillfällen per år. Årets sista nummer kallas Ljusglimt, övriga nummer under året för Syskonbandet.
Föreningen är en av studieförbundet Bildas medlemsorganisationer.

## Barn- och ungdomsverksamhet
Syskonbandet bedriver även barn- och ungdomsverksamhet. Ett barn- och ungdomsråd väljs av årsmötet. Sedan början av 1990-talet anordnar man läger flera gånger per år och ger ut taltidningen Kompass. 